# 昌原NC球場
昌原NC球場（韓語：창원NC파크），是韓國的一座棒球場，位於慶尚南道昌原市馬山會原區，於2019年3月18日落成啟用。落成後韓國職棒NC恐龍隊便將主場遷於此，取代旁邊的馬山棒球場。該球場也是目前韓國最新的棒球場。

## 設施簡介
球場共有4層，三壘側有烤肉區，還有螢幕輔助，外野設有6人座桌席及家庭野餐區，球場合計約22,000個座位。

## 重要賽事
- 韓國職棒首戰：2019年3月23日NC恐龍隊出戰三星獅隊
- 韓國職棒全明星賽：2019年

## 交通
- 可乘坐巴士至馬山或搭乘KTX高速列车至馬山站再轉搭計程車至球場

## 事故
2025年3月29日，一名20多歲的女球迷於昌原NC球場觀賽時，遭球場結構物墜落而砸傷，送醫後仍不治身亡。事故發生後，韓國棒球協會宣布從4月1日至3日進入哀悼期，取消4月1日的所有比賽。之後官方宣布NC恐龍的主場將暫時搬遷至釜山社稷球場，而且現場將不會有官方應援。

## 外部連結
- 昌原NC球場在台灣棒球維基館上的頁面（繁體中文）